# XXXV Festival Internacional de la Canción de Viña del Mar
El XXXV Festival de la Canción de Viña del Mar o simplemente Viña '94, se realizó del 16 al 21 de febrero de 1994 en el anfiteatro de la Quinta Vergara, en Viña del Mar, Chile. Fue el primer festival transmitido por Megavisión y fue animado por Antonio Vodanovic acompañado de varias animadoras cada noche, entre las que se cuentan Thalía, Kiara, Andrea Frigerio, Marta Sánchez, Sofía Vergara y Carolina Jiménez.

## Desarrollo
La 35.ª versión del Festival Internacional de la Canción de Viña del Mar corresponde al primer festival transmitido por Megavisión, en asociación con la cadena mexicana Televisa.

### Día 1 (miércoles 16)
- Donna Summer
- Alberto Plaza
- Plácido Domingo (cantó con Lucero)
- Hernaldo Zúñiga
- Palta Meléndez (humor)
- Ricky Martin

### Día 2 (jueves 17)
- Christina y Los Subterráneos
- Onda Vaselina
- Claudio Baglioni
- Julio Sabala (humor)
- La Ley
- Wilfrido Vargas

### Día 3 (viernes 18)
- Illapu
- Los Fantasmas del Caribe
- Zezé di Camargo y Luciano
- Los Jocker's
- Paulina Rubio
- Luis Jara
- Maná

### Día 4 (sábado 19)
- Ricardo Cocciante
- Julio Sabala (humor)
- Emmanuel
- Pablo Herrera
- Thalía
- Huey Lewis and the News

### Día 5 (Domingo 20)
- Willie Colón
- Yolo Aventura en la Gira 1994
- Alejandro Sanz
- Jorge "Chino" Navarrete (humor)
- Lucero
- Final Competencia Folclórica
- Heart

### Día 6 (lunes 21)
- Miguel Bosé (cantó con Alejandro Sanz la canción Nada particular)
- Miguel Ríos
- Final Competencia Internacional
- Myriam Hernández
- Luis Miguel

## Anécdotas
- El escenario de la Quinta Vergara sufrió severos cambios en la conocida "Concha Acústica" y no fue iluminada desde 1994 a 1999, es decir, durante toda la era de Mega. En el año 2000 fue iluminada pero sin focos. Se utilizó un trazo de iluminaria que dio forma la ex-concha acústica.
- En la memoria colectiva del público, este festival se recuerda como aquel de la mexicanización, al ser coproducido por Megavisión y Televisa. La prensa de la época especulaba con la presencia en masa de artistas mexicanos poco conocidos, la parrilla demostró lo contrario y aunque sobresalían artistas aztecas estos eran de un gran nivel (Luis Miguel, Emmanuel, Lucero). Pero el prejuicio se mantuvo y el público reaccionó con el abucheo al grupo Onda Vaselina quienes actuaron en la segunda noche de este festival y eran los únicos desconocidos.
- El cantante español Alejandro Sanz sufre un pequeño percance con su teclado, lo que le ocasiona algunos problemas técnicos.
- Algo anecdótico ocurrió con los brasileños Zezé di Camargo y Luciano, que al ser poco conocidos en Chile los confundieron con humoristas.
- La polémica la protagonizó Palta Meléndez quien en su actuación cuenta un chiste alusivo al Papa Juan Pablo II, lo que causó la molestia del sector católico (se habló de una posible excomunión al artista) e incluso de Ricardo Claro, dueño de Megavisión. Al día siguiente, Meléndez debió pedir disculpas.
- Debido a la gran cantidad de artistas, se debió reducir la participación de éstos a una sola noche, rompiendo la tradición de dos noches como mínimo.
- Un caso anecdótico fue que al momento de entregarle la gaviota a Luis Miguel, Vodanovic dijo "Dime que me quieres" (canción de Ricky Martin).
- Otro error de Vodanovic ocurrió cuando al presentar al chileno Pablo Herrera, lo hizo llamándolo Pablo Bravo.
- Inicialmente las animadoras que acompañarían a Vodanovic en la conducción del festival serían las Dalinas de Nubeluz Almendra Gomelsky, Mónica Santa María, y Xiomara Xibille, rostros del espacio infantil peruano que en ese entonces transmitía Megavisión. Sin embargo, cancelaron su participación dos semanas antes del inicio del festival al no llegar a un acuerdo con la producción del Festival que estaba a manos de Televisa y fueron reemplazadas por Andrea Frigerio, Sofía Vergara y Carolina Jiménez.
- Fue el último festival en el que la orquesta del festival contó con una sección de cuerdas (violines, violas, violonchelos, arpas) y algunos vientos (flautas traversas, clarinetes, oboes), siendo reemplazados al año siguiente por un set de cuatro tecladistas.

## Jurado Internacional
- Bebu Silvetti (presidente del jurado)
- Paulina Rubio
- Miguel Ríos
- Alejandro Sanz
- Eli de Caso
- Carlos Echenique
- Julio Sabala
- Frank Lobos
- Spike Edney
- Verónica López
- Claudio Baglioni
- Hernaldo Zúñiga

## Jurado Folclórico
- Tito Fernández "El Temucano"
- Lorena
- Ricardo Videla
- Clarita Parra
- Payo Grondona

## Competencias
Internacional:
- 1.er lugar:  Argentina, Como ayer, de Daniel Tarrab y Claudia Brant, interpretada por Claudia Brant.[1]
- 2.° lugar:  España, Tierra de nadie, de Manuel Pacho y Rosa Salcedo, interpretada por María Botto.[2]
- 3.er lugar:  Australia, Open your heart, de Russel James y Warick Bone, interpretada por Penni Pavlakis.[3]

Folclórica:
- 1.er lugar:  Chile, Mirando pa' la bahía, de José Luis Hernández, interpretada por Cantamérica.[4]

## Transmisión internacional
- Canal de las Estrellas
- Univisión
- TVE1 (Reposición)
- Canal A
- Venevisión
- Argentina Televisora Color
- América Televisión
- ATB
- WAPA
- Color Visión
- Canal 3